# Набед
Навед, Набед, Нахбед, или Набедес (Ναβέδης Nabédēs) — сасанидский полководец VI в. времён царствования Хосрова I.
Впервые упоминается в 541 г., когда в ходе Лазской войны сражался с вторгшейся в Месопотамию армией Велизария. Согласно Прокопию Кесарийскому, византиец высоко оценивал своего соперника.
В 543 г. нанёс поражение при Англоне вторгшемуся византийскому войску, имевшему существенный численный перевес. В 550 г. в ходе вторжения достиг Абазгии и взял заложников, в том числе жену правителя абазгов Опсита.